# (31673) 1999 JZ8
1999 JZ8 (asteroide 31673) é um asteroide da cintura principal. Possui uma excentricidade de 0.16991830 e uma inclinação de 9.64842º.
Este asteroide foi descoberto no dia 7 de maio de 1999 por CSS em Catalina.